# Colonel Homer
Colonel Homer est le 16e épisode de la saison 19 de la série télévisée d'animation Les Simpson.

## Synopsis

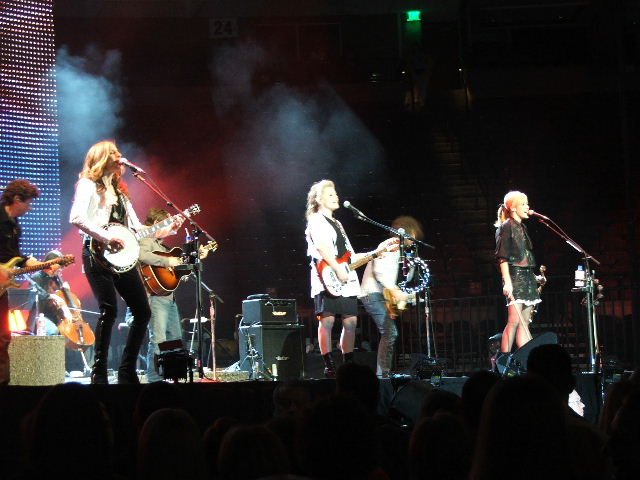
Les Dixie Chicks à Austin, Texas

Lorsque le maire Quimby se rend compte que les comptes de la ville sont à sec, il décide de faire croire au gouvernement, sur une idée d'Homer, que la ville a été dévastée par un ouragan afin de toucher des fonds d'urgence mais un imposteur qui se fait passer pour un agent de l'État parvient à extorquer de l'argent à la ville, l'endettant un peu plus. C'est à ce moment qu'intervient Lisa qui, après avoir fait des recherches, révèle que de nombreux habitants n'ont pas payé leurs impôts, créant un déficit de plusieurs millions de dollars.
S'ensuit alors une chasse aux mauvais payeurs à laquelle seule la chanteuse de country Lurleen Lumpkin parvient à échapper.
Recherchée par tous les habitants, Lurleen, qui est déjà fauchée, se tourne alors vers Homer, son ancien imprésario, pour qu'il lui vienne en aide, au grand désespoir de Marge qui ne veut pas d'elle dans leur maison.